# Begonia tonduzii
Begonia tonduzii là một loài thực vật có hoa trong họ Thu hải đường. Loài này được C.DC. ex T.Durand & Pittier mô tả khoa học đầu tiên năm 1896.